# Partido de la Independencia Nacional de Azerbaiyán
El Partido de la Independencia Nacional de Azerbaiyán (Azerbaiyano: Azərbaycan Milli İstiqlal Partiyası) es un partido político centro derecha azerbaiyano.
El Partido de la Independencia Nacional de Azerbaiyán fue fundado en 1992 por Etibar Mammadov y es su cabeza. Internacionalmente es miembro de la Unión Internacional Demócrata.
En las elecciones parlamentarias azeríes de 2000 obtuvo el 3,9% de los votos y 2 escaños de un total de 125 escaños en la Asamblea Nacional de la República de Azerbaiyán. El partido no ganó ningún escaño durante las elecciones siguientes.
En las elecciones presidenciales azeríes de 2003, el candidato presidencial del partido Etibar Mammadov obtuvo  2,6% de los votos. En 2005 el partido fue objeto de críticas por supuesta financiación irregular.